# Дуброва (Осиповичский район)
Дубро́ва (бел. Дубро́ва) — деревня в составе Лапичского сельсовета Осиповичского района Могилёвской области Республики Беларусь.

## Этимология
В основе названия деревни лежит термин «дубовый лес», «дубрава».

## Географическое положение
Дуброва расположена в 25 км на север от Осиповичей, в 3 км от ж/д станции Уборок и в 158 км от Могилёва. Транспортные связи обеспечивают автодороги Гродянка — Лапичи и Минск — Бобруйск. Планировку составляет прямолинейная улица, трассированная параллельно автодороге. Застройку составляют деревянные крестьянские дома, расположенные по обеим сторонам улицы, а также на противоположной (северо-западной) стороне дороги.

## История
Письменные источники упоминают пункт в начале XX века как фольварк Дуброва (второе название — Жёрновка), находившийся в Погорельской волости Игуменского уезда Минской губернии. По данным 1917 года, в Дуброве числилось 20 жителей. В эти же годы рядом находился и одноимённый ж/д разъезд. Сложившийся здесь посёлок вскоре после своего образования перерос в деревню.
Во время Великой Отечественной войны Дуброва была оккупирована немецко-фашистскими войсками с конца июня 1941 года по 30 июня 1944 года. На фронте и в результате партизанской деятельности погибли 7 жителей. В 1967 году Дуброва была объединена с посёлком Жорновка.
На данный момент в деревне действует Жорновское лесничество.
В центре деревни находится парк-дендрарий, занимающий площадь около 1,5 га и основанный в 1909 году как приусадебный. В этом парке, состоящем из пейзажных секционных посадок, растёт более 100 видов кустарников и деревьев, в том числе интродуцированные из Северной Америки, Дальнего Востока, Средней Азии и Западной Европы, что делает парк одним из немногих в Белоруссии с разнообразным видовым составом деревьев и кустарников. Так, среди хвойных встречаются сосна колючая, сосна Банкса чёрная, кедр сибирский, пихты бальзамическая, великолепная, цельнолистная, лиственницы европейская и японская, псевдотсуга голубая, туя западная, можжевельник виргинский. В число же лиственных пород входят орех маньчжурский, кизильник блестящий, черёмуха виргинская, вишня пенсильванская, дуб обычный и красный, клён серебристый (сахарный), явор, берёза даурская, бархат амурский, барбарис, ива вавилонская, а также отдельные экземпляры спиреи, жимолости, сирени и прочих.

## Население
- 1917 год — 20 жителей[1]
- 1926 год — 45 человек, 7 хозяйств[1]
- 2002 год — 100 человек, 37 хозяйств[1]
- 2007 год — 84 человека, 31 хозяйство[1]

## Комментарии
1. ↑  Название и ударение даны по: Назвы населеных пунктаў Рэспублікі Беларусь: Магілёўская вобласць: нарматыўны даведнік / І. А. Гапоненка і інш.; пад рэд. В. П. Лемцюговай. — Минск: Тэхналогія, 2007. — С. 64. — 406 с. — ISBN 978-985-458-159-0..